# Udvardy Ignác (teológus)
Udvardi és básthi Udvardy Ignác Ferenc Jakab (Pápa, 1810. augusztus 1. – Veszprém, 1874. január 17.) teológus, Veszprém vármegye táblabírája, veszprémi kanonok, egyházi író, a Magyar Tudományos Akadémia levelező tagja (1858).

## Családja és származása
Az ősrégi római katolikus nemesi udvardi és básthi Udvardy család sarja, amelynek az első említése a 12. századból származik. Édesapja udvardi és básthi Udvardy József (1776-1831), a gróf Esterházy család pápai uradalmi ispánja (spanus dominalis), majd a tatai uradalmi tiszttartója (provisor dominalis), édesanyja, paari Toronyossy Rozália (1778–1844) asszony volt. Apai nagyszülei udvardi és básthi Udvardy Ferenc (c.1739–1815), a tatai Esterházy család uradalmi pénztárnoka (perceptor dominalis), majd számtartója (rationista dominalis), és vásárhelyi Deáky Terézia (c.1740–1827) asszony voltak. Az apai nagyapai dédapja udvardi és básthi Udvardy János (1670–1746), a Révay grófok uradalmi főinspektora, udvardi földbirtokos. Anyai nagyszülei paari Toronyossy József (c.1745–1828), táblabíró, a tatai Esterházy család uradalmi számvevője (exactor dominalis), és kistapolcsányi Tapolcsányi Magdolna (c.1763–1791) asszony voltak. Anyja apai ági felmenője, paari Toronyossy Virgil 1644. január 26.-án III. Ferdinánd magyar királytól szerzett nemességet. Felmenői több nemzedéken át szolgáltak az Esterházy családnak: anyai dédapja, kistapolcsányi Tapolcsány József (1720–1781), a tatai Esterházy család uradalmi tiszttartója volt; apai dédapja, vásárhelyi Deáky József (†1776), a tatai és geszti Esterházy család jószág kormányzója (praefectus) volt, akinek az ősei vásárhelyi Nagy másképp Deáky István, György, és János 1658. október 31.-én nemességet szereztek I. Lipót magyar királytól.

## Élete
A gimnáziumot szülővárosában és Tatán, a bölcseletet mint növendékpap Szombathelyen végezte. 1828-ban Pestre költözött a központi papnevelő-intézetbe és itt hallgatta a hittant. Mint pályavégzett 1832-ben Veszprémben tanulmányi felügyelő lett. 1833-ban teológiai doktori oklevelet nyert és ugyanez évben pappá szentelték. 1835-ben Veszprémben az egyháztörténelem tanárává és egyszersmind a házasság és szerzeti fogadalom védőjévé nevezték, mely hivataláról 1850-ben lemondott, egyedül tanári körére szorítkozván. 1839-ben szentszéki ülnök, 1847-ben a pesti teológiai kar bekebelezett tagja lett. 1858. december 15.-én a Magyar Tudományos Akadémia levelező tagjának választotta. Cikke a Pázmány Füzetekben (IV. 1859. Úrnapja); az Egyetemes Magyar Encyclopaediának is munkatársa volt.
Udvardy Ignác kanonoknak három fivére volt: Vince, Ferenc és József. Udvardy Vince testvére, korai halála után, az ő gyermekei nevelésével foglalkozott, akik 1860-tól a kegyes tanítórend veszprémi algimnáziumában kaptak ösztöndíjat: az egyik árva unokaöccse udvardi és básthi Udvardy Ignác (1848-1920) zalaegerszegi iskolaigazgató, lapkiadó, a másik udvardi és básthi Udvardy Vince (1854-1922), zalaegerszegi állami főgimnáziumi tanár volt. Udvardy Ignác kanonok másik fivére, udvardi és básthi Udvardy Ferenc (1816-1885), Fehér vármegye másod alszámvevője, akinek az unokája udvardi és básthi Udvardy Miklós (1882-1951), újságíró, miniszteri tanácsos, a Magyar Revíziós Liga főtitkára volt. Udvardy Ignácnak egy másik fivére, Udvardy József (1808–1879), Veszprém város várnagya, akinek a neje Kégl Anna volt; tőle származott két fia, Udvardy Gyula (1856–1898), uradalmi ispán, és Udvardy Lajos (1849–1909) útbiztos.

## Munkái
- Válasz Cherier Miklósnak, Pest, 1841.
- Római ker. katolika egyházi jogtan. Buda, 1843. Két kötet. (A pesti theologiai kar által alapítványi jutalomra érdemesített. 2. jav. és bőv. kiadás egy kőny. táblával. Veszprém, 1846.) Első kötet Második kötet
- A protestantismus köztörténeti fejleménye, különös figyelemmel Magyar- és Erdélyországra. Több részből, dr. Alzog-ot követve. Veszprém, 1847.
- Őszinte szózat a néphez, melyet franczia eredet után átdolgozva a hazánk jelen viszonyaira alkalmazva közrebocsátott Veszprém, 1848.
- A keresztény elem üdvös befolyásáról a polgárosodásra. Pest, 1860. (Akadémiai székfoglaló. Különny. az Akadémiai Értesítőből I. 1860.).